# Universal lingüístico
Un universal lingüístico es un patrón que aparece sistemáticamente en las lenguas naturales y potencialmente se estima que es una propiedad válida de cualquier lengua humana. Por ejemplo todas las lenguas tienen nombres (función referencial) y verbos (función predicativa) o todas las lenguas orales tienen consonantes y vocales.
La investigación de los universales lingüísticos está estrechamente relacionada con la tipología lingüística y en la actualidad se han descrito centenares de universales lingüísticos en las lenguas humanas. Se considera que la existencia de los universales tiene profundas relaciones con la cognición y las habilidades generales de la mente humana. El campo fue ampliamente popularizado por el impulso del lingüista Joseph Greenberg, que derivó un conjunto de 45 universales básicos, la mayor parte de ellos en el ámbito de la sintaxis, a partir de una muestra de unas treinta lenguas.

## Terminología
Tradicionalmente se han distinguido dos tipos de universales lingüísticos:
- Universales absolutos, que son afirmaciones generales no sujetas a condiciones particulares presentes en las lenguas.
- Universales implicativos, que son universales del tipo "si una lengua tiene la característica A, entonces tiene la característica B".

Los universales absolutos conocidos son muy pocos, y no dependen de que la lengua presente determinada característica estructural. Un ejemplo de universal absoluto es: todas las lenguas tienen pronombres. Un universal implicativo se refiere a todas las lenguas con una determinada característica. Un ejemplo sería: Si una lengua posee número trial, entonces también tendrá número dual.